# Сарбасов, Дос Журмаханбетович
Дос Журмаханбетович Сарбасов (род. 1967, Алма-Ата) — казахстанско-американский биолог. Известен как один из первооткрывателей роли белка MTOR в росте, пролиферации клеток, транскрипции мРНК и биосинтезе белков внутри клеток.
В 1991 году окончил биологический факультет Казахского государственного университета. В 1997 году защитил докторскую диссертацию по биохимии и молекулярной биологии в Медицинском университете Арканзаса (University of Arkansas for Medical Sciences). С 2006 года — доцент кафедры молекулярной и клеточной онкологии в Университете UTHealth (University of Texas Health Science Center at Houston).